# 謝恩碑 (甲府市)
謝恩碑（しゃおんひ）とは山梨県甲府市の甲府城跡内にある記念碑である。この記念碑は明治40年の大水害など度重なる水害によって荒廃した山梨県内の山林に対し、明治天皇より山梨県内の御料地の下賜（かし）が行われたことに対する感謝と水害の教訓を後世に伝えるために1922年（大正11年）に建設された。謝恩塔（しゃおんとう）ともいう。

## 諸元
敷地は東西24.5メートル、南北33.6メートル。コンクリートによって敷き固められた基礎地盤の上に、花崗岩を48段、約16.4メートルの高さに積み上げてこれを碑身の中心地業石とし、その上に高さ60尺（約18.18メートル）の碑身が据えられている。碑身は、下部は7尺の（約2.1メートル）、上部6尺の、合計11個の花崗岩を積み重ねたものである。中心地業石と碑身の中央部には3尺（約90センチメートル）の穴が開けられ、中に鉄筋が挿入されている。
中心地業石を取り囲むように、台座と碑台が設けられている。台座の大きさは53尺（約16.1メートル）角、高さ3尺5寸（約1.1メートル）で、地上から12尺（約3.64メートル）の高さにある。台座には階段が設けられて昇降可能となっており、周囲は展望台となっている。台座の中央にある碑台は31尺（約9.1メートル）角、高さ24尺5寸（約7.4メートル）のパイロン型である。碑の建設で使われた石材の総重量は41万4490貫（約1554トン）になる。
碑の正面に彫られた揮毫は山縣有朋の筆による。また、裏面には山梨県知事の山脇春樹の撰文による碑文がある。

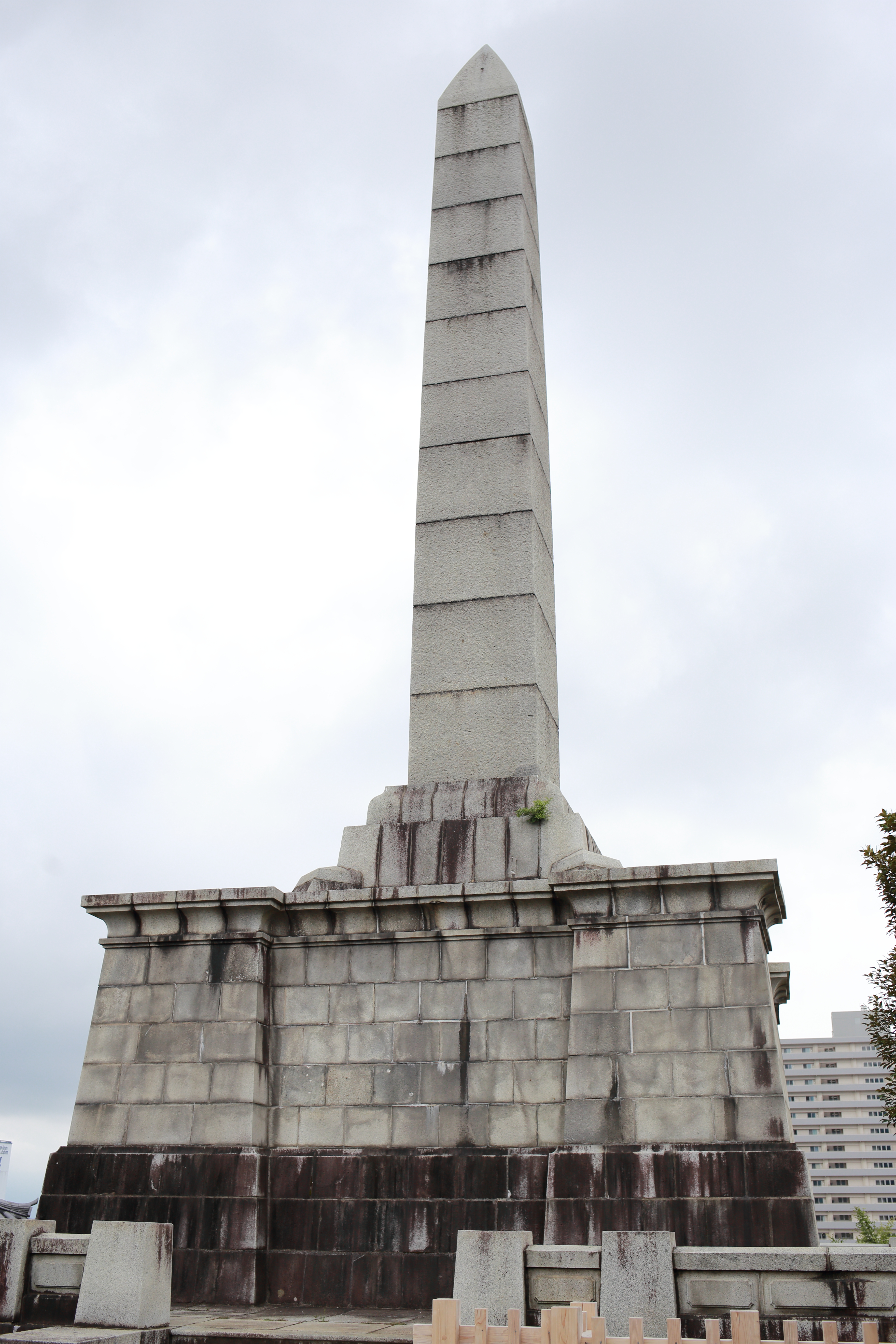
碑台と碑身を撮影。
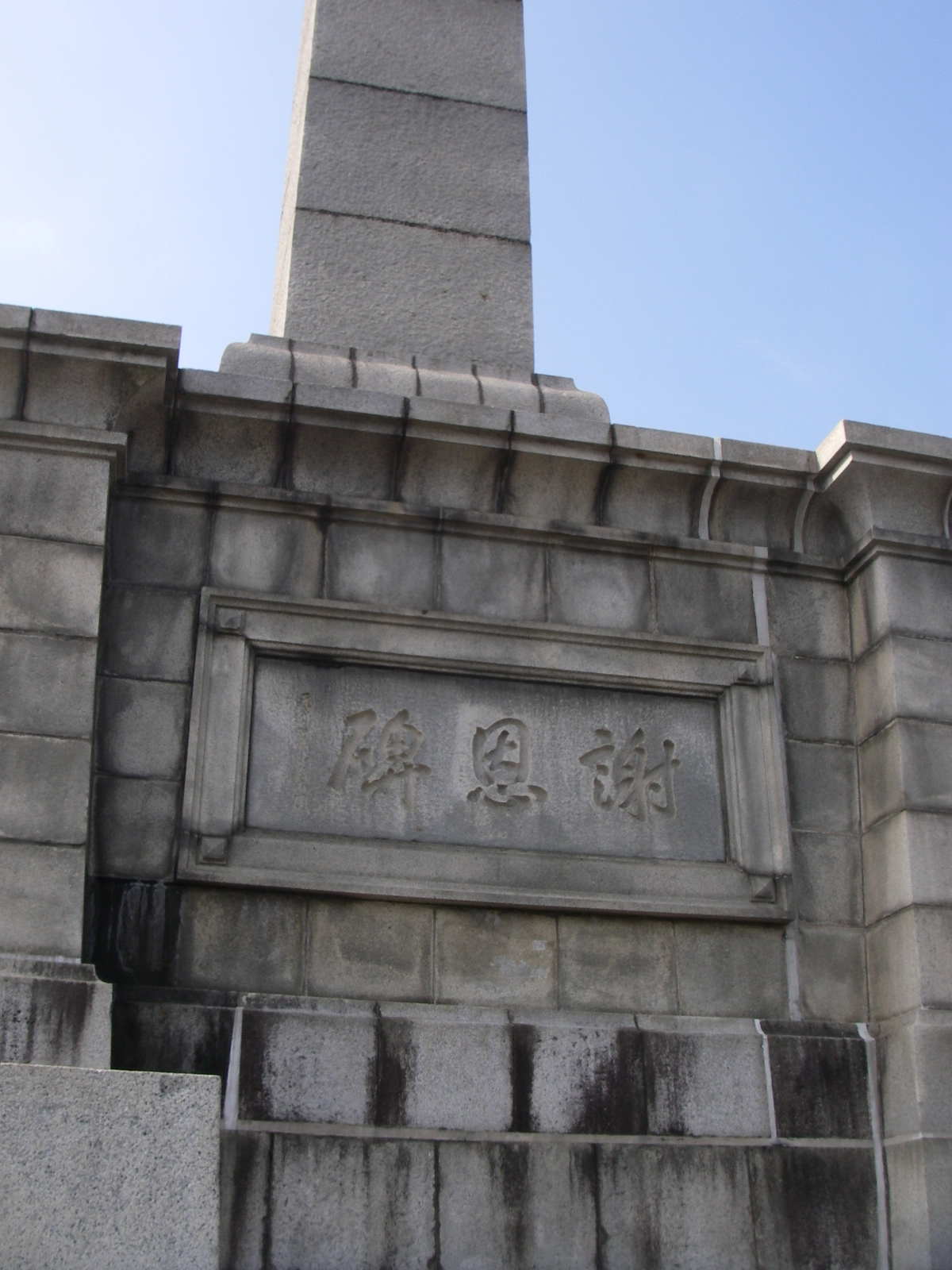
謝恩碑東側下部に彫られた山縣有朋による揮毫。
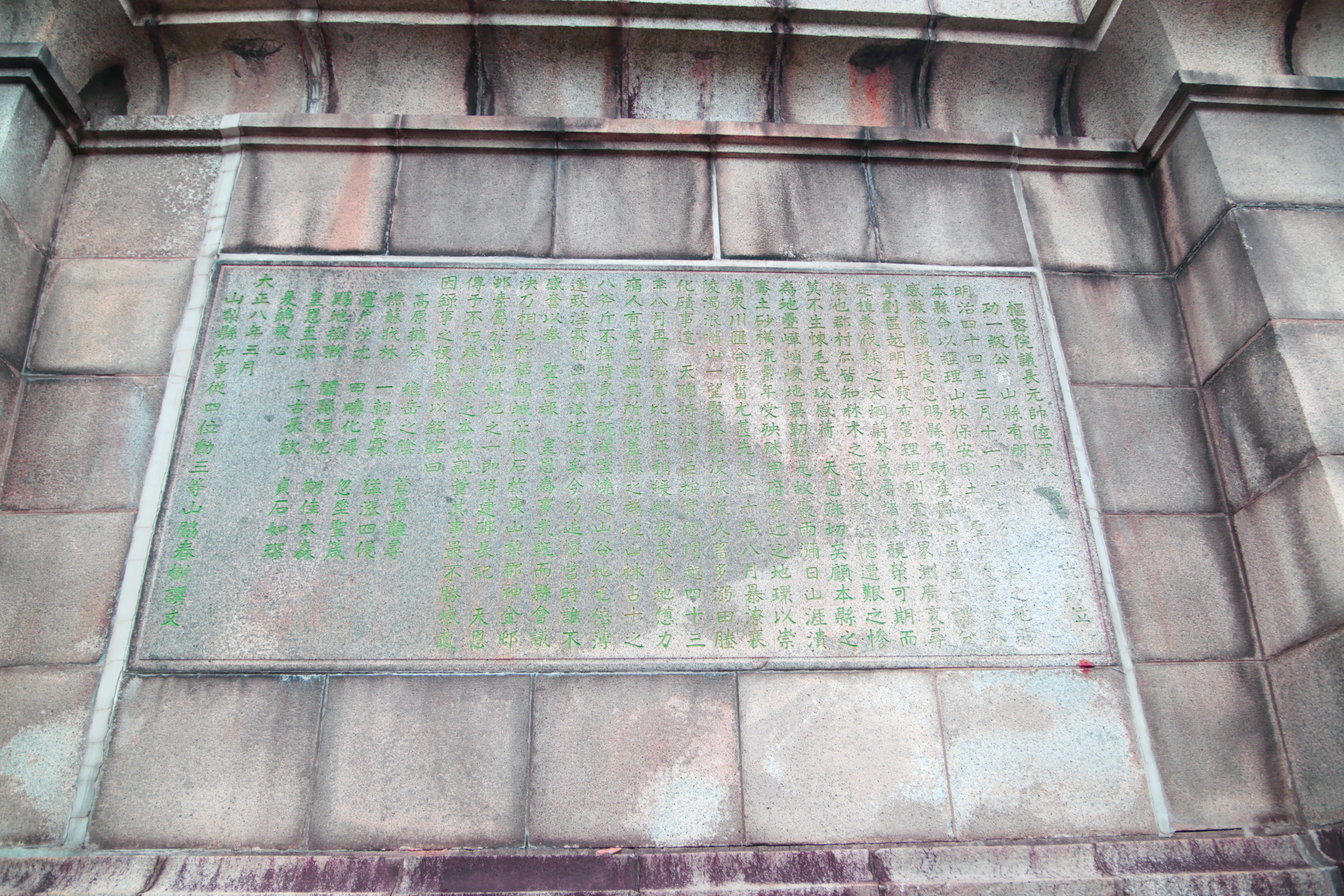
謝恩碑西側下部に彫られた元知事の山脇春樹による献辞。

## 沿革

### 御料林の下賜の経緯
山梨県の明治時代は、頻発する水害との戦いの連続であった。
お雇い外国人として1879年（明治12年）に来日し、河川などの治水工事の指導に携わったローウェンホルスト・ムルデルは、1882年（明治15年）に発生した塩川・釜無川流域などの山梨県内の水害の原因について、「凡テ河ノ禍ノ主因ハ第一上流及其支流ノ山ニアリ」と指摘している。
ムルデルによる指摘のとおり、水害が頻発した背景には、開墾や工業化による山林の破壊、燃料とするための山林の乱伐の進行があった。これは幕藩体制の崩壊と明治新政府への政権交代の結果、治山がおろそかになって山林の荒廃が進んだことも大きく影響していた。

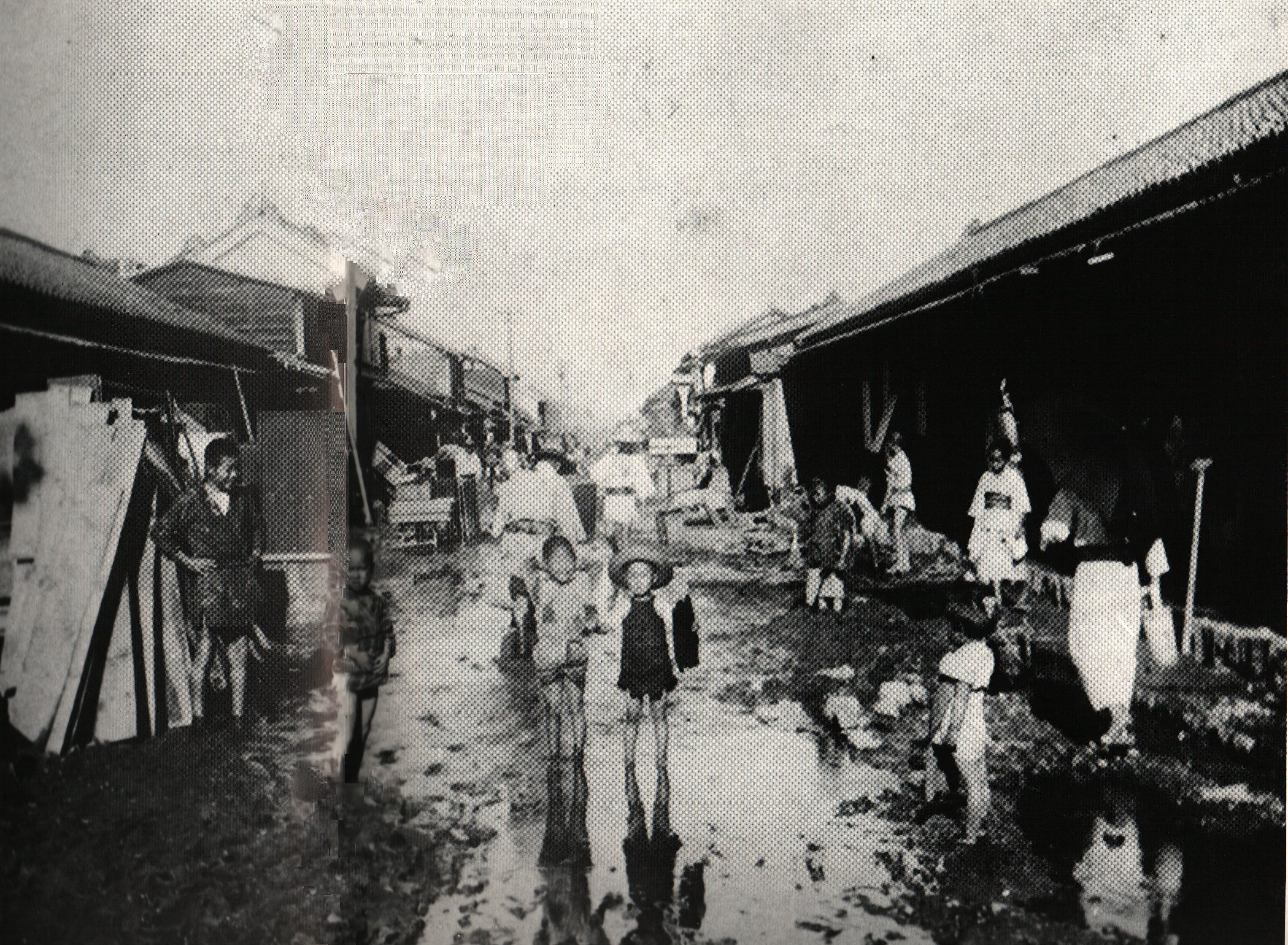
明治40年の大水害。甲府市緑町（現、甲府市若松町）にて撮影。

明治40年代には1907年（明治40年）、1910年（明治43年）の2つの大水害が記録されているが、そのうち前者の水害（明治40年の大水害）はとりわけ被害が大きいものであった。明治天皇はこの災害を憂慮し、侍従日野西資博を山梨県に派遣して実態を視察させた。
明治天皇は救済として内帑金5,000円を下賜したため山梨県民はこの措置に深く感謝し、県議会も上奏文を決議して感謝の意を伝えた。当時の山梨県知事武田千代三郎は災害の善後策に尽力したが、在任の期間が短かったため成果を上げることができずに転任した。その後任として1908年（明治41年）6月に熊谷喜一郎が着任し、山梨県内の被害状況を視察した。熊谷は「水を治めるためには先ず山を治めること」が重要として、治山に優れた人材の確保を考えた。ただし、水害の直後で県の財政は窮乏の時期であったため、内務大臣にその窮状を訴え、山林技師の年俸1,000円の交付を申請して採択された。当時岡山県で技師を務めていた中村三郎を1909年（明治42年）7月に山梨県の技師として採用し、技術林務課長の職を与えて治山の指揮を執らせた。
1909年（明治42年）7月から翌1910年（明治43年）にわたって、山梨県下の河川主要流域ごとに林野・河川・及び耕地等の現況調査が実施された。調査の結果、県内の林野のうち9万ヘクタール余りの荒廃した林地が存在していることが判明し、主要河川の水源地付近の林地に崩壊地が5,000ヘクタール余りに及んでいて、ここから一雨降るごとに多量の土砂が押し流されることがわかった。その中でも入会御料地の荒廃がもっとも甚だしかった。この整備については、入会御料地を主管する宮内省と住民の理解と協調、そして草木の払い下げ問題が永年の懸案として残っていた上に内務省や農商務省とも関わってくるので、これらの諸官庁と協調して林野調査を行い、実情の認識と将来の方針を定めることが最適とされた。1910年（明治43年）5月、内務省技師近藤仙太郎、農商務省技師松波秀実、帝室林野管理局技師江崎政忠が顧問として委嘱された。3名は同年6月28日から7月1日にかけて北巨摩郡韮崎町と北巨摩郡旭村（現韮崎市）、中巨摩郡源村と中巨摩郡明穂村および中巨摩郡榊村（現南アルプス市）、南巨摩郡増穂町と南巨摩郡鰍沢町および南巨摩郡五開村（現南巨摩郡富士川町）、東八代郡黒駒村（現笛吹市）、東山梨郡神金村（現甲州市）の調査を行った。この調査の結果によって直ちに臨時林野調査顧問会が開催され、今後の方針として協定事項が定められた。しかし同年8月、山梨県はまたも大水害に襲われたため、御料地払い受けの計画なども実行しがたい状況に陥った。
1911年（明治44年）3月11日、明治天皇は度重なる山梨県の水害を憂い、県内にある入会御料地を全て県有財産として下賜した。このとき下賜された入会御料地は台帳面積298,203町7反7畝15歩、見込面積が約16万4000ヘクタールであり、山梨県の林野面積34万ヘクタールの約半分であった。
熊谷山梨県知事は同年3月25日に臨時県議会を招集して「恩賜県有財産管理仮規則及び恩賜県有財産」に関する予算を提案した。県議会の議員一同は明治天皇の計らいに深く感謝し、議案を満場一致で可決した。次いで明治天皇への「天恩に奉答」するための上表文が議員から提議され、こちらも満場一致で可決された。
山梨県内の入会御料地が下賜されたことに対して、県民の感謝の念は大きかった。山梨県はこれを末永く記念するために1912年（明治45年）3月、下賜の沙汰があった3月11日を「恩賜林記念日」と定めて毎年記念式典を行うこととした。特に県内にある小・中学校には、記念日当日の明治天皇の御沙汰書の奉読とこの趣旨の訓話を行うように通達した。

### 謝恩碑建設

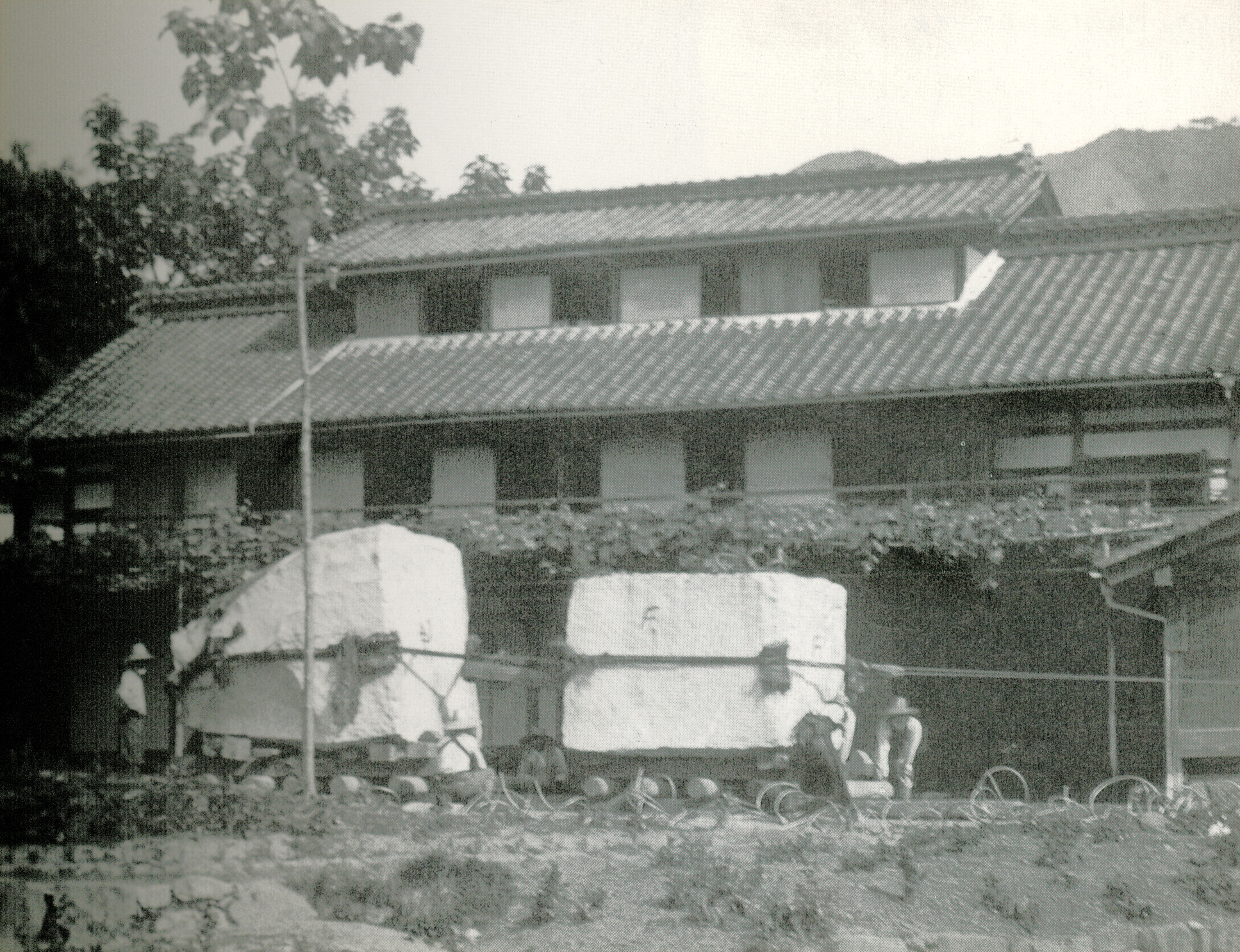
切り出された石を運ぶ様子。

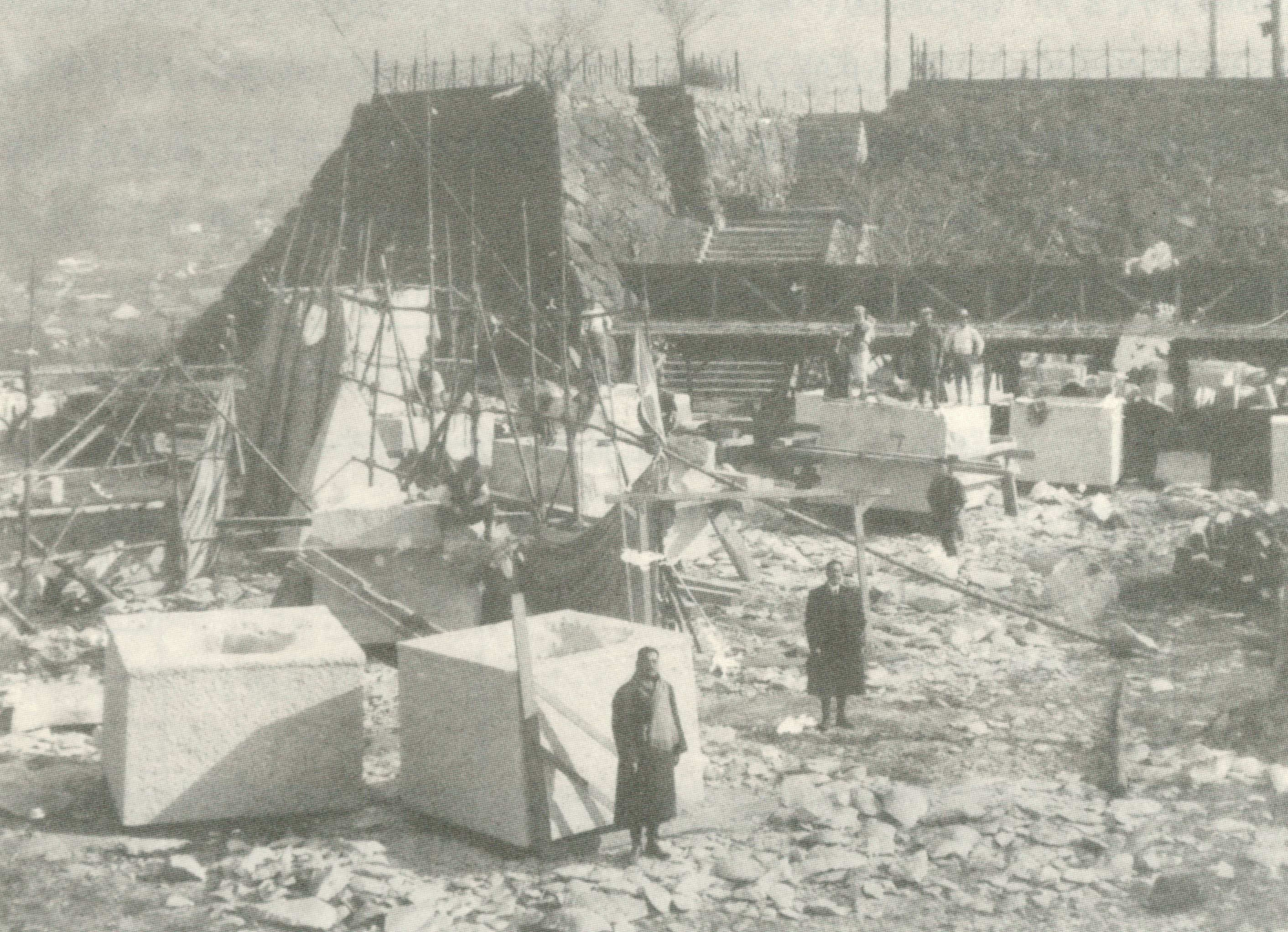
建設現場の甲府城天守跡広場で加工される謝恩碑。中が空洞になっている様子がわかる。

御下賜に対する謝意を表す方法について、当時の山梨県知事武田千代三郎、熊谷喜一郎らを中心に検討を重ねた結果、大水害の歴史と御下賜の恩を後世に伝えるためには、県民の衆目を集める場所である県都甲府の中心に位置する甲府城跡に謝恩碑を建設するのが最適と考え、1917年（大正6年）3月、庁議での決定を経て選ばれた官民68名で構成される「謝恩碑建設委員会」を発足させ、建設予算、碑の構造、碑文などの計画案を審議し決定した。
同年の4月、山梨県議会は建設予定地（現建立地）である甲府城址内の陸軍所有地を購入し、同7月に総額45,991円の建設予算案が承認され、同12月に地鎮祭が行われ県の直営事業として建設に着手した。建設地点は甲府城跡旧本丸広場南西に定めた。設計については、まず県の当局者により遠望の可否などに配慮の上で作成したものを、明治神宮造営局参与工学博士である伊東忠太および同局技師である大江新太郎に検討を依頼した結果、下部7尺（約2.1メートル）角、高さ60尺（約18.2メートル）のオベリスク型に決定された。謝恩碑位置選定の経緯に関して『建碑の地盤選定に関しては大江技師最細心の注意を以て調査をし本丸広場南西隅に当たれる郭壁に直角を為せる一隅とし』と1922年（大正11年）発行の『山梨県林政誌』に書かれている。
謝恩碑に使用する石材は、恩下賜に深い所縁のある東山梨郡神金村萩原（現甲州市塩山）の恩賜林内にある花崗岩が選ばれたが、この巨大な花崗岩をどのようにして塩山から甲府まで運搬するのかが問題となり、中部鉄道管理局からの助言もあり、巨大な原石を輸送可能な11個に分けて採石して、これを現場で積み重ねる方法が採られた。
碑は耐震対策を重視し、1891年（明治24年）に発生した濃尾地震から大森房吉が導き出した大森公式を元に設計した。そのため、碑の中心に穴をあけた鉄筋コンクリート造りとなっている。1923年（大正12年）に発生した関東大震災において、甲府市は震度6の揺れが発生し、甲府城も城壁の一部が崩れるといった被害を受けたが、謝恩碑には全く被害が無く、碑身が揺らぐこともなかったという。
1919年（大正9年）3月、花崗岩で出来た11個の碑身が13日間で組み立てられ、台座周りの石組等、同年12月までに完成した。この謝恩碑全体で使用された石材は69平方メートル、最終的な工事費は99,528円であった。竣工記念式典は1922年（大正11年）9月27日、元知事である熊谷喜一郎、上山満之進山林局長ら御下賜関係者参列のもと挙行された。

## 第1回全国植樹祭
1950年（昭和25年）4月4日に行われた第1回全国植樹祭は山梨県で開催された。昭和天皇・皇后臨席のもと約2,000人が参加した式典は甲府市山宮町の恩賜県有林で行われ、ヒノキの苗木1万本が植樹された。植樹祭終了後、甲府城跡を訪れた昭和天皇・皇后は謝恩碑のある旧天守高台へ登り、吉江勝保山梨県知事による恩賜林の現況説明、また城跡の一角では招待された複数の年配者に言葉を掛けるなど甲府市民の歓迎を受けた。
1967年（昭和42年）から1968年（昭和43年）にかけて、甲府城跡総合学術調査団によって甲府城総合調査が実施された。調査団は報告書において、将来的に甲府城跡を史跡または公園として整備するにあたっては、各所にある記念碑などについて吟味を加える必要があると論じた。そして謝恩碑については、周辺の岩石は節理面が発達しており、「ことに謝恩塔のように荷重の加わっている部分では、ヒビ割れ等もみられるので急速に補強工事を施すか塔を撤去して危険を除去することが望ましい」と提言した 。
その後1987年（昭和62年）、山梨県は舞鶴城公園（甲府城跡）整備計画を策定することになり、なるべく築城当時の姿に復元するという基本方針をたてた。そのため築城後に建てられた石碑等は移設が決まったが、謝恩碑については「県民の理解が得られない」という理由で残されることになった。謝恩碑は大水害の教訓や森を守る決意の象徴として山梨県の県有林のシンボルであり続けている。

## 交通アクセス
- JR中央本線・身延線甲府駅より、徒歩5分[27]。